# 餌差町 (大阪市)
餌差町（えさしまち）は、大阪府大阪市天王寺区にある町名。丁番を持たない単独町名である。

## 地理
天王寺区の北東部に位置し、南に味原本町、北に空堀町、東に真田山町、南東に味原町、北東に玉造本町、南西に城南寺町、北西に空清町と接している。

## 歴史
西部は真田丸跡を含む高台で東成郡東高津村の一部、東部は江戸時代に形成された寺町の小橋寺町（12ヶ寺）が占めていた。1873年（明治6年）に小橋寺町（12ヶ寺）は西成郡吉右衛門肝煎地へ編入された。
- 1882年（明治15年） 吉右衛門肝煎地が清堀村に改称。
- 1889年（明治22年）4月1日 町村制施行により、東成郡東平野町大字東高津、清堀村（東成郡へ転属）となる。
- 1897年（明治30年）4月1日 大阪市へ編入され、東区東平野大字東高津、清堀となる。
- 1900年（明治33年） 東区餌差町・小橋寺町に改編。
- 1943年（昭和18年）4月1日 天王寺区へ転属。
- 1965年（昭和40年） 小橋寺町の全域および宰相山町・味原町・東高津北之町のそれぞれ一部を餌差町へ編入し、現在の町域となる。

## 寺町
小橋寺町（12ヶ寺）
- 心眼寺
- 興徳寺
- 大應寺
- 伝長寺
- 本覚寺 - 現在は超善寺・伝光寺と合併して顕祥寺となっており、本覚寺跡は顕祥寺霊園として利用されている。
- 西念寺
- 両岩寺 - 跡地は大阪市立真田山幼稚園として利用されている。
- 大圓寺
- 慶傳寺
- 成道寺
- 宝国寺
- 最勝寺

## 世帯数と人口
2019年（平成31年）3月31日現在の世帯数と人口は以下の通りである。
| 町丁   | 世帯数  | 人口  |
| ------ | ------- | ----- |
| 餌差町 | 339世帯 | 744人 |

### 人口の変遷
国勢調査による人口の推移。
| 1995年（平成7年）  | 584人 | [ 5 ] |  |
| 2000年（平成12年） | 591人 | [ 6 ] |  |
| 2005年（平成17年） | 771人 | [ 7 ] |  |
| 2010年（平成22年） | 733人 | [ 8 ] |  |
| 2015年（平成27年） | 713人 | [ 9 ] |  |

### 世帯数の変遷
国勢調査による世帯数の推移。
| 1995年（平成7年）  | 237世帯 | [ 5 ] |  |
| 2000年（平成12年） | 268世帯 | [ 6 ] |  |
| 2005年（平成17年） | 325世帯 | [ 7 ] |  |
| 2010年（平成22年） | 317世帯 | [ 8 ] |  |
| 2015年（平成27年） | 294世帯 | [ 9 ] |  |

## 事業所
2016年（平成28年）現在の経済センサス調査による事業所数と従業員数は以下の通りである。
| 町丁   | 事業所数 | 従業員数 |
| ------ | -------- | -------- |
| 餌差町 | 46事業所 | 399人    |

## 施設
- 明星中学校・高等学校
- 大阪府立高津高等学校
- 大阪市立真田山幼稚園

## 史跡
- 真田丸跡

## その他

### 日本郵便
- 〒543-0016[3]（集配局：天王寺郵便局[11]）